# Aedes melanopterus
Aedes melanopterus är en tvåvingeart som först beskrevs av Giles 1904.  Aedes melanopterus ingår i släktet Aedes och familjen stickmyggor.
Artens utbredningsområde är Filippinerna. Inga underarter finns listade i Catalogue of Life.